# 6 Horas de Spa-Francorchamps 2022
Las 6 Horas de Spa-Francorchamps de 2022 (oficialmente FIA WEC TotalEnergies 6 Hours of Spa-Francorchamps) fue la segunda ronda de la  temporada 2022 del Campeonato Mundial de Resistencia de la FIA. Se celebró en el circuito de Spa-Francorchamps, del 5 al 7 de mayo de 2022 en el Circuito de Spa-Francorchamps, Lieja, Bélgica.
En una carrera marcada por las tres banderas rojas causadas por las difíciles condiciones climaticas de las Ardenas se impuzo el Toyota Gazoo Racing N.º 7 pilotado por Mike Conway, Kamui Kobayashi y José María López, dándole a Toyota su primera victoria de la temporada. El segundo puesto fue a parar al líder del campeonato, el Alpine Elf Team N.º 36 pilotado por André Negrão, Nicolas Lapierre y Matthieu Vaxivière. El tercer escalon del podio fue a parar al Team WRT N.º 31 pilotado por Robin Frijns, Sean Gelael y René Rast quienes le dieron al equipo bélga su primer podio en la general.
Entre los LMP2, el ganador fue el Team WRT N.º 31 conducido por Robin Frijns, Sean Gelael y René Rast quienes además de subir al podio de la general ganaron en su clase. En la Copa LMP2 Pro-Am, el ganador fue el AF Corse N.º 83 quienes consiguierón su segunda victoria consecutiva en la copa gracias a François Perrodo, Nicklas Nielsen y Alessio Rovera.
Entre los GTE, Ferrari y Porsche se repartieron las victorias, en LMGTE-Pro, se impuzo el campeón defensor, el AF Corse N.º 51 pilotado James Calado y Alessandro Pier Guidi quienes consiguieron su primera victoria en la temporada. Mientras que en LMGTE-AM, el ganador fue el Dempsey-Proton Racing N.º 77 pilotado por Sebastian Priaulx, Christian Ried y Harry Tincknell.

## Clasificación
Las pole positions de cada clase están marcadas en negrita.
| Pos. | Categoría | N.° | Escudería                 | Tiempo     | Dif.    | Parrilla |
| ---- | --------- | --- | ------------------------- | ---------- | ------- | -------- |
| 1    | Hypercar  | 708 | Glickenhaus Racing        | 2:02.771   | —       | 1        |
| 2    | Hypercar  | 36  | Alpine Elf Team           | 2:02.999   | +0.228  | 2        |
| 3    | Hypercar  | 7   | Toyota Gazoo Racing       | 2:03.087   | +0.316  | 3        |
| 4    | Hypercar  | 8   | Toyota Gazoo Racing       | 2:03.137   | +0.366  | 4        |
| 5    | LMP2      | 83  | AF Corse                  | 2:04.246   | +1.475  | 5        |
| 6    | LMP2      | 31  | Team WRT                  | 2:04.290   | +1.519  | 6        |
| 7    | LMP2      | 22  | United Autosports USA     | 2:04.451   | +1.680  | 7        |
| 8    | LMP2      | 9   | Prema Orlen Team          | 2:04.548   | +1.777  | 8        |
| 9    | LMP2      | 41  | Realteam by WRT           | 2:04.640   | +1.869  | 9        |
| 10   | LMP2      | 38  | JOTA                      | 2:04.692   | +1.921  | 10       |
| 11   | LMP2      | 28  | JOTA                      | 2:04.717   | +1.946  | 11       |
| 12   | LMP2      | 5   | Team Penske               | 2:04.887   | +2.116  | 12       |
| 13   | LMP2      | 10  | Vector Sport              | 2:04.985   | +2.214  | 13       |
| 14   | LMP2      | 1   | Richard Mille Racing Team | 2:05.148   | +2.377  | 14       |
| 15   | LMP2      | 45  | Algarve Pro Racing        | 2:05.370   | +2.599  | 15       |
| 16   | LMP2      | 34  | Inter Europol Competition | 2:05.383   | +2.612  | 16       |
| 17   | LMP2      | 35  | Ultimate                  | 2:05.843   | +3.072  | 17       |
| 18   | LMP2      | 23  | United Autosports USA     | 2:05.849   | +3.078  | 18       |
| 19   | LMP2      | 44  | ARC Bratislava            | 2:06.667   | +3.896  | 19       |
| 20   | LMGTE Pro | 91  | Porsche GT Team           | 2:14.301   | +11.530 | 20       |
| 21   | LMGTE Pro | 92  | Porsche GT Team           | 2:14.481   | +11.710 | 21       |
| 22   | LMGTE Pro | 64  | Corvette Racing           | 2:14.606   | +11.835 | 22       |
| 23   | LMGTE Pro | 51  | AF Corse                  | 2:15.102   | +12.331 | 23       |
| 24   | LMGTE Pro | 52  | AF Corse                  | 2:15.443   | +12.672 | 24       |
| 25   | LMGTE Am  | 33  | TF Sport                  | 2:17.408   | +14.637 | 25       |
| 26   | LMGTE Am  | 98  | Northwest AMR             | 2:18.912   | +16.141 | 26       |
| 27   | LMGTE Am  | 56  | Team Project 1            | 2:19.700   | +16.929 | 27       |
| 28   | LMGTE Am  | 85  | Iron Dames                | 2:20.789   | +18.018 | 28       |
| 29   | LMGTE Am  | 46  | Team Project 1            | 2:20.937   | +18.166 | 29       |
| 30   | LMGTE Am  | 77  | Dempsey-Proton Racing     | 2:21.027   | +18.256 | 30       |
| 31   | LMGTE Am  | 777 | D'station Racing          | 2:21.168   | +18.397 | 31       |
| 32   | LMGTE Am  | 54  | AF Corse                  | 2:21.787   | +19.016 | 32       |
| 33   | LMGTE Am  | 88  | Dempsey-Proton Racing     | 2:22.622   | +19.851 | 33       |
| 34   | LMGTE Am  | 60  | Iron Lynx                 | 2:23.856   | +21.085 | 34       |
| 35   | LMGTE Am  | 71  | Spirit of Race            | 2:23.963   | +21.192 | 35       |
| 36   | LMGTE Am  | 86  | GR Racing                 | 2:24.384   | +21.613 | 36       |
| 37   | LMGTE Am  | 21  | AF Corse                  | Sin tiempo | —       | 37       |

Fuente: FIA WEC.

## Carrera
El número mínimo de vueltas para entrar en la clasificación (70% de la distancia de carrera del coche ganador de la general) fue de 73 vueltas. Los ganadores de cada clase se indican en negrita y con una cruz (†).
| Pos. | Categoría   | N.° | Escudería                 | Pilotos                                                | Chasis                        | Neu. | Vueltas | Tiempo/Retirado     |
| Pos. | Categoría   | N.° | Escudería                 | Pilotos                                                | Motor                         | Neu. | Vueltas | Tiempo/Retirado     |
| ---- | ----------- | --- | ------------------------- | ------------------------------------------------------ | ----------------------------- | ---- | ------- | ------------------- |
| 1    | Hypercar    | 7   | Toyota Gazoo Racing       | Mike Conway Kamui Kobayashi José María López           | Toyota GR010 Hybrid           | M    | 103     | 6:00:31.052 †       |
| 1    | Hypercar    | 7   | Toyota Gazoo Racing       | Mike Conway Kamui Kobayashi José María López           | Toyota 3.5 L Turbo V6         | M    | 103     | 6:00:31.052 †       |
| 2    | Hypercar    | 36  | Alpine Elf Team           | Nicolas Lapierre André Negrão Matthieu Vaxivière       | Alpine A480                   | M    | 103     | +27.473             |
| 2    | Hypercar    | 36  | Alpine Elf Team           | Nicolas Lapierre André Negrão Matthieu Vaxivière       | Gibson GL458 4.5 L V8         | M    | 103     | +27.473             |
| 3    | LMP2        | 31  | Team WRT                  | Robin Frijns Sean Gelael René Rast                     | Oreca 07                      | G    | 103     | +1:06.185 †         |
| 3    | LMP2        | 31  | Team WRT                  | Robin Frijns Sean Gelael René Rast                     | Gibson GK428 4.2 L V8         | G    | 103     | +1:06.185 †         |
| 4    | LMP2        | 41  | RealTeam by WRT           | Rui Andrade Ferdinand Habsburg Norman Nato             | Oreca 07                      | G    | 103     | +1:40.676           |
| 4    | LMP2        | 41  | RealTeam by WRT           | Rui Andrade Ferdinand Habsburg Norman Nato             | Gibson GK428 4.2 L V8         | G    | 103     | +1:40.676           |
| 5    | LMP2        | 38  | Jota                      | António Félix da Costa Roberto González Will Stevens   | Oreca 07                      | G    | 103     | +1:48.571           |
| 5    | LMP2        | 38  | Jota                      | António Félix da Costa Roberto González Will Stevens   | Gibson GK428 4.2 L V8         | G    | 103     | +1:48.571           |
| 6    | LMP2        | 5   | Team Penske               | Dane Cameron Emmanuel Collard Felipe Nasr              | Oreca 07                      | G    | 103     | +1:57.610           |
| 6    | LMP2        | 5   | Team Penske               | Dane Cameron Emmanuel Collard Felipe Nasr              | Gibson GK428 4.2 L V8         | G    | 103     | +1:57.610           |
| 7    | LMP2        | 22  | United Autosports USA     | Filipe Albuquerque Philip Hanson Will Owen             | Oreca 07                      | G    | 103     | +1:57.901           |
| 7    | LMP2        | 22  | United Autosports USA     | Filipe Albuquerque Philip Hanson Will Owen             | Gibson GK428 4.2 L V8         | G    | 103     | +1:57.901           |
| 8    | LMP2        | 23  | United Autosports USA     | Oliver Jarvis Josh Pierson Alex Lynn                   | Oreca 07                      | G    | 102     | +1 vuelta           |
| 8    | LMP2        | 23  | United Autosports USA     | Oliver Jarvis Josh Pierson Alex Lynn                   | Gibson GK428 4.2 L V8         | G    | 102     | +1 vuelta           |
| 9    | Hypercar    | 708 | Glickenhaus Racing        | Romain Dumas Olivier Pla Pipo Derani                   | Glickenhaus SCG 007 LMH       | M    | 102     | +1 vuelta           |
| 9    | Hypercar    | 708 | Glickenhaus Racing        | Romain Dumas Olivier Pla Pipo Derani                   | Glickenhaus 3.5 L Turbo V8    | M    | 102     | +1 vuelta           |
| 10   | LMP2        | 9   | Prema Orlen Team          | Lorenzo Colombo Louis Delétraz Robert Kubica           | Oreca 07                      | G    | 102     | +1 vuelta           |
| 10   | LMP2        | 9   | Prema Orlen Team          | Lorenzo Colombo Louis Delétraz Robert Kubica           | Gibson GK428 4.2 L V8         | G    | 102     | +1 vuelta           |
| 11   | LMGTE Pro   | 51  | AF Corse                  | James Calado Alessandro Pier Guidi                     | Ferrari 488 GTE Evo           | M    | 102     | +1 vuelta †         |
| 11   | LMGTE Pro   | 51  | AF Corse                  | James Calado Alessandro Pier Guidi                     | Ferrari F154CB 3.9 L Turbo V8 | M    | 102     | +1 vuelta †         |
| 12   | LMGTE Pro   | 92  | Porsche GT Team           | Michael Christensen Kévin Estre                        | Porsche 911 RSR-19            | M    | 102     | +1 vuelta           |
| 12   | LMGTE Pro   | 92  | Porsche GT Team           | Michael Christensen Kévin Estre                        | Porsche 4.2 L Flat-6          | M    | 102     | +1 vuelta           |
| 13   | LMGTE Pro   | 52  | AF Corse                  | Antonio Fuoco Miguel Molina                            | Ferrari 488 GTE Evo           | M    | 102     | +1 vuelta           |
| 13   | LMGTE Pro   | 52  | AF Corse                  | Antonio Fuoco Miguel Molina                            | Ferrari F154CB 3.9 L Turbo V8 | M    | 102     | +1 vuelta           |
| 14   | LMP2        | 1   | Richard Mille Racing Team | Charles Milesi Sébastien Ogier Lilou Wadoux            | Oreca 07                      | G    | 101     | +2 vueltas          |
| 14   | LMP2        | 1   | Richard Mille Racing Team | Charles Milesi Sébastien Ogier Lilou Wadoux            | Gibson GK428 4.2 L V8         | G    | 101     | +2 vueltas          |
| 15   | LMP2 Pro-Am | 83  | AF Corse                  | Nicklas Nielsen François Perrodo Alessio Rovera        | Oreca 07                      | G    | 101     | +2 vueltas †        |
| 15   | LMP2 Pro-Am | 83  | AF Corse                  | Nicklas Nielsen François Perrodo Alessio Rovera        | Gibson GK428 4.2 L V8         | G    | 101     | +2 vueltas †        |
| 16   | LMP2        | 10  | Vector Sport              | Ryan Cullen Nico Müller Sébastien Bourdais             | Oreca 07                      | G    | 101     | +2 vueltas          |
| 16   | LMP2        | 10  | Vector Sport              | Ryan Cullen Nico Müller Sébastien Bourdais             | Gibson GK428 4.2 L V8         | G    | 101     | +2 vueltas          |
| 17   | LMP2 Pro-Am | 45  | Algarve Pro Racing        | James Allen René Binder Steven Thomas                  | Oreca 07                      | G    | 101     | +2 vueltas          |
| 17   | LMP2 Pro-Am | 45  | Algarve Pro Racing        | James Allen René Binder Steven Thomas                  | Gibson GK428 4.2 L V8         | G    | 101     | +2 vueltas          |
| 18   | LMGTE Pro   | 64  | Corvette Racing           | Tommy Milner Nick Tandy                                | Chevrolet Corvette C8.R       | M    | 101     | +2 vueltas          |
| 18   | LMGTE Pro   | 64  | Corvette Racing           | Tommy Milner Nick Tandy                                | Chevrolet 5.5 L V8            | M    | 101     | +2 vueltas          |
| 19   | LMP2 Pro-Am | 35  | Ultimate                  | François Heriau Jean-Baptiste Lahaye Matthieu Lahaye   | Oreca 07                      | G    | 100     | +3 vueltas          |
| 19   | LMP2 Pro-Am | 35  | Ultimate                  | François Heriau Jean-Baptiste Lahaye Matthieu Lahaye   | Gibson GK428 4.2 L V8         | G    | 100     | +3 vueltas          |
| 20   | LMGTE Pro   | 91  | Porsche GT Team           | Gianmaria Bruni Richard Lietz                          | Porsche 911 RSR-19            | M    | 100     | +3 Laps             |
| 20   | LMGTE Pro   | 91  | Porsche GT Team           | Gianmaria Bruni Richard Lietz                          | Porsche 4.2 L Flat-6          | M    | 100     | +3 Laps             |
| 21   | LMGTE Am    | 77  | Dempsey-Proton Racing     | Sebastian Priaulx Christian Ried Harry Tincknell       | Porsche 911 RSR-19            | M    | 99      | +4 vueltas †        |
| 21   | LMGTE Am    | 77  | Dempsey-Proton Racing     | Sebastian Priaulx Christian Ried Harry Tincknell       | Porsche 4.2 L Flat-6          | M    | 99      | +4 vueltas †        |
| 22   | LMGTE Am    | 33  | TF Sport                  | Ben Keating Marco Sørensen Henrique Chaves             | Aston Martin Vantage AMR      | M    | 99      | +4 vueltas          |
| 22   | LMGTE Am    | 33  | TF Sport                  | Ben Keating Marco Sørensen Henrique Chaves             | Aston Martin 4.0 L Turbo V8   | M    | 99      | +4 vueltas          |
| 23   | LMGTE Am    | 98  | Northwest AMR             | Paul Dalla Lana Nicki Thiim David Pittard              | Aston Martin Vantage AMR      | M    | 99      | +4 vueltas          |
| 23   | LMGTE Am    | 98  | Northwest AMR             | Paul Dalla Lana Nicki Thiim David Pittard              | Aston Martin 4.0 L Turbo V8   | M    | 99      | +4 vueltas          |
| 24   | LMGTE Am    | 54  | AF Corse                  | Nick Cassidy Francesco Castellacci Thomas Flohr        | Ferrari 488 GTE Evo           | M    | 99      | +4 vueltas          |
| 24   | LMGTE Am    | 54  | AF Corse                  | Nick Cassidy Francesco Castellacci Thomas Flohr        | Ferrari F154CB 3.9 L Turbo V8 | M    | 99      | +4 vueltas          |
| 25   | LMGTE Am    | 46  | Team Project 1            | Matteo Cairoli Nicolas Leutwiler Mikkel O. Pedersen    | Porsche 911 RSR-19            | M    | 99      | +4 vueltas          |
| 25   | LMGTE Am    | 46  | Team Project 1            | Matteo Cairoli Nicolas Leutwiler Mikkel O. Pedersen    | Porsche 4.2 L Flat-6          | M    | 99      | +4 vueltas          |
| 26   | LMGTE Am    | 86  | GR Racing                 | Ben Barker Riccardo Pera Michael Wainwright            | Porsche 911 RSR-19            | M    | 98      | +5 vueltas          |
| 26   | LMGTE Am    | 86  | GR Racing                 | Ben Barker Riccardo Pera Michael Wainwright            | Porsche 4.2 L Flat-6          | M    | 98      | +5 vueltas          |
| 27   | LMGTE Am    | 777 | D'Station Racing          | Charlie Fagg Tomonobu Fujii Satoshi Hoshino            | Aston Martin Vantage AMR      | M    | 97      | +6 vueltas          |
| 27   | LMGTE Am    | 777 | D'Station Racing          | Charlie Fagg Tomonobu Fujii Satoshi Hoshino            | Aston Martin 4.0 L Turbo V8   | M    | 97      | +6 vueltas          |
| 28   | LMGTE Am    | 60  | Iron Lynx                 | Matteo Cressoni Giancarlo Fisichella Claudio Schiavoni | Ferrari 488 GTE Evo           | M    | 97      | +6 vueltas          |
| 28   | LMGTE Am    | 60  | Iron Lynx                 | Matteo Cressoni Giancarlo Fisichella Claudio Schiavoni | Ferrari F154CB 3.9 L Turbo V8 | M    | 97      | +6 vueltas          |
| 29   | LMGTE Am    | 88  | Dempsey-Proton Racing     | Patrick Lindsey Fred Poordad Jan Heylen                | Porsche 911 RSR-19            | M    | 96      | +7 vueltas          |
| 29   | LMGTE Am    | 88  | Dempsey-Proton Racing     | Patrick Lindsey Fred Poordad Jan Heylen                | Porsche 4.2 L Flat-6          | M    | 96      | +7 vueltas          |
| 30   | LMGTE Am    | 85  | Iron Dames                | Sarah Bovy Rahel Frey Michelle Gatting                 | Ferrari 488 GTE Evo           | M    | 96      | +7 vueltas          |
| 30   | LMGTE Am    | 85  | Iron Dames                | Sarah Bovy Rahel Frey Michelle Gatting                 | Ferrari F154CB 3.9 L Turbo V8 | M    | 96      | +7 vueltas          |
| 31   | LMGTE Am    | 21  | AF Corse                  | Simon Mann Christoph Ulrich Toni Vilander              | Ferrari 488 GTE Evo           | M    | 94      | +9 vueltas          |
| 31   | LMGTE Am    | 21  | AF Corse                  | Simon Mann Christoph Ulrich Toni Vilander              | Ferrari F154CB 3.9 L Turbo V8 | M    | 94      | +9 vueltas          |
| 32   | LMGTE Am    | 71  | Spirit of Race            | Gabriel Aubry Franck Dezoteux Pierre Ragues            | Ferrari 488 GTE Evo           | M    | 91      | +12 vueltas         |
| 32   | LMGTE Am    | 71  | Spirit of Race            | Gabriel Aubry Franck Dezoteux Pierre Ragues            | Ferrari F154CB 3.9 L Turbo V8 | M    | 91      | +12 vueltas         |
| Ret  | LMGTE Am    | 56  | Team Project 1            | Ben Barnicoat Brendan Iribe Ollie Millroy              | Porsche 911 RSR-19            | M    | 93      | Daños por accidente |
| Ret  | LMGTE Am    | 56  | Team Project 1            | Ben Barnicoat Brendan Iribe Ollie Millroy              | Porsche 4.2 L Flat-6          | M    | 93      | Daños por accidente |
| Ret  | LMP2        | 28  | Jota                      | Jonathan Aberdein Ed Jones Oliver Rasmussen            | Oreca 07                      | G    | 82      | Daños por accidente |
| Ret  | LMP2        | 28  | Jota                      | Jonathan Aberdein Ed Jones Oliver Rasmussen            | Gibson GK428 4.2 L V8         | G    | 82      | Daños por accidente |
| Ret  | LMP2        | 34  | Inter Europol Competition | Esteban Gutiérrez Jakub Śmiechowski Alex Brundle       | Oreca 07                      | G    | 52      | Accidente           |
| Ret  | LMP2        | 34  | Inter Europol Competition | Esteban Gutiérrez Jakub Śmiechowski Alex Brundle       | Gibson GK428 4.2 L V8         | G    | 52      | Accidente           |
| Ret  | Hypercar    | 8   | Toyota Gazoo Racing       | Sébastien Buemi Brendon Hartley Ryō Hirakawa           | Toyota GR010 Hybrid           | M    | 29      | Sistema híbrido     |
| Ret  | Hypercar    | 8   | Toyota Gazoo Racing       | Sébastien Buemi Brendon Hartley Ryō Hirakawa           | Toyota 3.5 L Turbo V6         | M    | 29      | Sistema híbrido     |
| Ret  | LMP2 Pro-Am | 44  | ARC Bratislava            | Tijmen van der Helm Miroslav Konôpka Bent Viscaal      | Oreca 07                      | G    | 25      | Accidente           |
| Ret  | LMP2 Pro-Am | 44  | ARC Bratislava            | Tijmen van der Helm Miroslav Konôpka Bent Viscaal      | Gibson GK428 4.2 L V8         | G    | 25      | Accidente           |

Fuente: FIA WEC.